# Église Saint-Michel de Froidestrées
L'église Saint-Michel de Froidestrées est une église située à Froidestrées, en France.

## Localisation
L'église est située sur la commune de Froidestrées, dans le département de l'Aisne.